# Joe Launchbury
Joe Launchbury (* 12. April 1991 in Exeter) ist ein englischer Rugby-Union-Spieler. Er spielt als Zweite-Reihe-Stürmer für die englische Nationalmannschaft und die Wasps. 

## Kindheit und Ausbildung
Launchbury spielte in seiner Jugend für den Exmouth RFC und wechselte 2009 in die Akademie der Wasps.

## Karriere

### Verein
Launchbury lief erstmals in der Saison 2010/11 für die Wasps in der English Premiership auf. 2013 wurde er zum besten Jungprofi der Liga gewählt. Seit der Saison 2016/17 ist er der Kapitän der Wasps.

### Nationalmannschaft
Launchbury gab sein Nationalmannschaftsdebüt im November 2012 gegen Fidschi. Seinen ersten Versuch legte er im darauf folgenden Jahr gegen Argentinien. Er wurde für die Weltmeisterschaft 2015 nominiert und kam in drei Vorrundenspielen zum Einsatz. 2016 gewann er mit England den Grand Slam bei den Six Nations. 2019 wurde er für seine zweite Weltmeisterschaft nominiert.